# 楊思義
楊思義，祖籍不详，生卒不详，明朝政治人物。
朱元璋起兵时，楊思義被授起居注。此后担任司農卿，后改为戶部尚書。因战乱初平，楊思義提议民间种植桑麻，并于两年后征收税费。此后朱元璋念及水旱问题，命楊思義在各地建造預備倉，以防水旱。楊思義經畫詳密，時稱其能。此后调任陝西行省參政，后死于任上。